# Madysaurus
Madysaurus es un género extinto de cinodonte que vivió en Kirguistán. Fue nombrado originalmente por Leonid Petrovich Tatarinov en 2005. Madysaurus es conocido de la Formación Madygen, un Lagerstätte del Triásico Medio que también incluye fósiles bien preservados de insectos y reptiles pequeños como Sharovipteryx y Longisquama. Madysaurus es uno de los cinodontes más primitivos y fue situado en su propia familia, Madysauridae.